# Thấu kính hấp dẫn

Hố đen làm thấu kính hấp dẫn, bẻ cong các bức xạ phát ra từ thiên hà phía sau

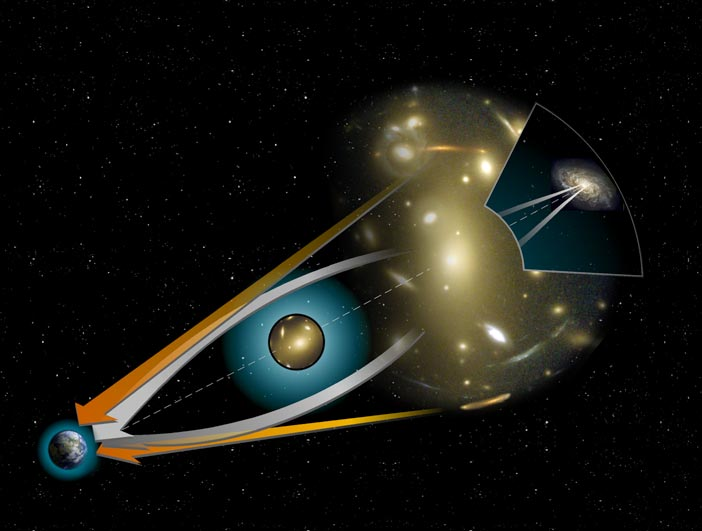
Ánh sáng bị bẻ cong khi đi qua một vật thể vũ trụ. Mũi tên vàng chỉ vị trí biểu kiến của nguồn sáng đối với người quan sát. Mũi tên trắng chỉ đường đi của tia sáng từ vị trí thực của nguồn sáng.

Thấu kính hấp dẫn là một hiện tượng thiên văn, xảy ra khi ánh sáng (và sóng điện từ nói chung) phát ra từ một vật thể bị lệch hướng trên đường đi dưới tác dụng của lực hấp dẫn khi qua gần các thiên thể khác. 
Sự bẻ cong đường đi của ánh sáng bởi lực hấp dẫn đã được lý thuyết tương đối rộng tiên đoán và được kiểm chứng lần đầu vào lần nhật thực năm 1919. Ánh sáng càng bị bẻ cong khi đi gần các vật thể có mật độ khối lượng càng lớn. Do đó hiện tượng này được quan sát rõ hơn nếu ánh sáng đi qua gần các hố đen hay các thiên hà. Lúc đó hình ảnh của các ngôi sao hay nguồn phát sáng bị thay đổi, chia làm nhiều phần hay được hội tụ, làm cường độ sáng tăng lên, cho phép quan sát vật ở xa.
Sự tăng cường độ sáng hay thay đổi hình dạng đột ngột của một thiên thể ở xa cũng là dấu hiệu cho thấy giữa nguồn sáng và người quan sát có vật thể khối lượng lớn bay qua; đây là một trong các phương pháp thực nghiệm để phát hiện hố đen.
|  |  |